# Rere Falls
Die Rere Falls sind ein auffällig breiter Wasserfall im Gisborne District auf der Nordinsel Neuseelands. Im Gebiet der Siedlung Rere liegt er im Lauf des Wharekopae River, eines Nebenflusses des Waikohu River, der wiederum in den Waipaoa River mündet. Seine Fallhöhe über eine einzelne Stufe beträgt etwa 10 Meter.
Die Rere Falls sind in 35 Autominuten über eine Strecke von 50 Kilometern von Gisborne aus über die Wharekopae Road erreichbar und ein beliebtes Ausflugsziel bei Familien mit Picknick- und Bademöglichkeiten.